# Генерал-лейтенант
Генерал-лейтенант — військове або спеціальне звання вищого офіцерського складу в низці держав. Вище за рангом ніж генерал-майор, але нижче, ніж генерал-полковник або генерал.
Назва звання походить із середньовіччя. Воно надавалося другому командирові після генерал-капітана, який відповідав за хід битви.
У категорії військовослужбовців корабельного складу військово-морського флоту званню генерал-лейтенанта відповідає військове звання віце-адмірала. У Національній поліції України військовому званню генерал-лейтенант відповідає спеціальне звання генерал поліції 2-го рангу.

## У Збройних Силах світу

### Генерал-лейтенант та відповідні звання вслов'яномовнихкраїнах
У слов'яномовних країнах звання «генерал-лейтенант», має відповідники як у вигляді «генерал-підполковник» і «генерал-поручик», так і «генерал-полковник»:
- (біл. Генерал-лейтэнант) — військове звання у Білорусі;
- (болг. Генерал-лейтенант) — військове звання у Болгарії;
- (босн. General pukovnik) — військове звання у Боснії та Герцеговині, «генерал-полковник»;
- (мак. Генерал потполковник) — військове звання у Північній Македонії, «генерал-підполковник»;
- (пол. Generał broni) — військове звання у Польщі, «генерал броні»;
- (рос. Генерал-лейтенант) — військове звання у Російській федерації;
- (серб. Генерал-потпуковник) — військове звання у Сербії, «генерал-підполковник»;
- (словац. Generálporučík) — військове звання у Словаччині, «генерал-поручик»;
- (словен. Generalpodpolkovnik) — військове звання у Словенії, «генерал-підполковник»;
- (хорв. General pukovnik) — військове звання у Хорватії, «генерал-полковник»;
- (чеськ. Generálporučík) — військове звання у Чехії, «генерал-поручик»;
- (чорн. General Potpukovnik) — військове звання у Чорногорії, «генерал-підполковник».

## Звання Збройних Сил України
Сучасні Збройні сили України утворилися в 1991 році внаслідок розпаду СРСР з частин Радянської армії які були розміщені на території УРСР. Збройні сили України перейняли радянський зразок військових звань, а також радянських знаків розрізнення. Відмінністю генералів були погони зі своєрідним малюнком у вигляді зигзагу, з певною кількістю п'ятипроменевих зірок, які йшли вздовж осі погона, а також своєрідне шиття на комірі кітелю. Генерал-лейтенант до 2016 року мав на погоні дві п'ятипроменеві зірки.

### Експериментальні знаки розрізнення 2009 року
В 2009 році була зроблена спроба зміни знаків розрізнення військовослужбовців Збройних сил України. Ці нововведення були спрямовані на наближення до стандартів НАТО і робила можливим введення нових звань, таких як бригадний генерал і нових типів сержантів.
Знаки розрізнення сержантського та старшинського складу отримали за знаки розрізнення певну кількість кутів на погони., нижче яких могла були розміщена смуга (старшина) чи дуга (прапорщики). З офіцерських погонів зникають просвіти, зірки стають однакового розміру для всіх класів. Склад до якого відносився офіцер можна було впізнати за додатковими елементами на погонах, молодші офіцери мали на погонах лише зірки, старші офіцери мали нижче зірок дубове гілля, а генерали мали за знак класу дві схрещені булави у дубовому вінку під зірками. Генерал армії мав особливі знаки розрізнення на погоні у вигляді двох схрещених булав у дубовому вінку вище яких розміщувався Тризуб. Слід зауважити, що хоч зміни генеральських військових звань не відбулося, але збільшилася кількість зірок, ставши відповідними до знаків розрізнення більшості країн членів НАТО. Так генерал-майор (перше генеральське звання), став позначатися двома зірками, замість попередньої однієї, генерал-лейтенант трьома (раніше дві), генерал-полковник чотирма (замість попередніх трьох).
Експериментальні знаки розрізнення 2009 року повністю не набули широкого вжитку. Якщо система знаків розрізнення офіцерського корпусу не змінилася, то пропозиція 2009 року для сержантського та старшинського складу здобула широке визнання.

### Реформа 2016 року
5.07.2016 року був затверджений Президентом України «Проект однострою та знаки розрізнення Збройних Сил України». В Проєкті серед іншого розглянуті військові звання та нові знаки розрізнення військовослужбовців. Вищий офіцерський склад отримав на погони за знаки своєї категорії орнамент у вигляді «зубчатки», а старші офіцери «плетінки». Знак категорії вищого офіцерського складу розроблений на основі петлиць військовослужбовців УГА. Генерал-лейтенанти за знаки розрізнення стали використовувати на погоні дві чотирипроменеві зірки над зубчаткою.
18.07.2017 року виходить наказ Міністерства оборони України №370 «Про затвердження Зразків військової форми одягу та загальних вимог до знаків розрізнення військовослужбовців та ліцеїстів військових ліцеїв» , де затверджуються нововведення 2016 року.
30.06.2020 року виходить наказ Міністерства оборони України №238 «Про внесення змін до наказу Міністерства оборони України від 20 листопада 2017 року N 606» . У Наказі описані зміни в однострої військовослужбовців Збройних сил України. Серед іншого змінюються знаки розрізнення вищого офіцерського складу (генералів), з погонів зникають «зубчатки», які було змінено на «схрещені булави». «Зубчатки» починають розміщувати на комірі кітелів, залишаючись емблемами вищого офіцерського складу. Знаки розрізнення генерал-лейтенанта виглядають як дві чотирипроменеві зірки над схрещеними булавами.

### Зміна генеральських звань 2020 року
В 2016 році Президентом України був затверджений «Проєкт однострою та знаки розрізнення Збройних Сил України», де серед іншого викладаються знаки розрізнення військовослужбовців Збройних сил України. Серед нових офіцерських звань які були присутні в Проєкті були бригадний генерал, а також хорунжий. Бригадний генерал повинен був мати найменшу кількість зірок на погоні (одну), а генерал-полковник, найвищу (чотири), генерал армії Україні повинен був мати своєрідні знаки розрізнення у вигляді великої чотирипроменевої зірки накладеної на схрещені булави. Зміни в однострої та знаках розрізнення викладені в Проєкті набули законної чинності лише з деякими змінами, так звання бригадного генерала не увійшло до військової ієрархії, а кількість зірок на погонах залишилася такою ж яка була і раніше.
4 червня 2020 року Верховна Рада України ухвалила законопроєкт, що до нової системи військових звань. Закон набув чинності 01.10.2020 року.
Серед змін у Законі передбачено створення звання бригадний генерал, яке стало наймолодшим генеральським званням в Збройних силах України, скасування військових звань генерал-полковник та генерал армії. Отож звання генерал-лейтенанта стало третім генеральським званням, яке є вище за рангом ніж генерал-майор, але нижче, ніж генерал. 
Слід зауважити, що у наказі Міністерства оборони України №238 від 30.06.2020 , нові генеральські звання не фігурують, а отже і погони їх наразі невизначені. За знаки розрізнення, виходячи з логіки та за аналогією з країнами НАТО, генерал-лейтенант повинен отримати три "зірки" на погоні, такі знаки розрізнення на першу половину 2020 року мав генерал-полковник.
Попередні знаки розрізнення генерал-лейтенантів, Україна
|                    |                       |                |                |                |                          |                    |                    |
| до 2016            | до 2016               | до 2016        | 2016-2020      | 2016-2020      | 2016-2020                | 2016-2020          | 2016-2020          |
| Стандартний вигляд | Парадний погон (2009) | Варіант погону | Сухопутні сили | Повітряні сили | Сухопутний компонент ВМС | Сили спец операцій | Польовий однострій |

## Знаки розрізнення генерал-лейтенантів різних держав

Знаки розрізнення генерал-лейтенанта британської армії
Знаки розрізнення генерал-лейтенанта Канадської Армії
Знаки розрізнення генерал-лейтенанта Австралійської Армії
Знаки розрізнення генерал-лейтенанта Армії США
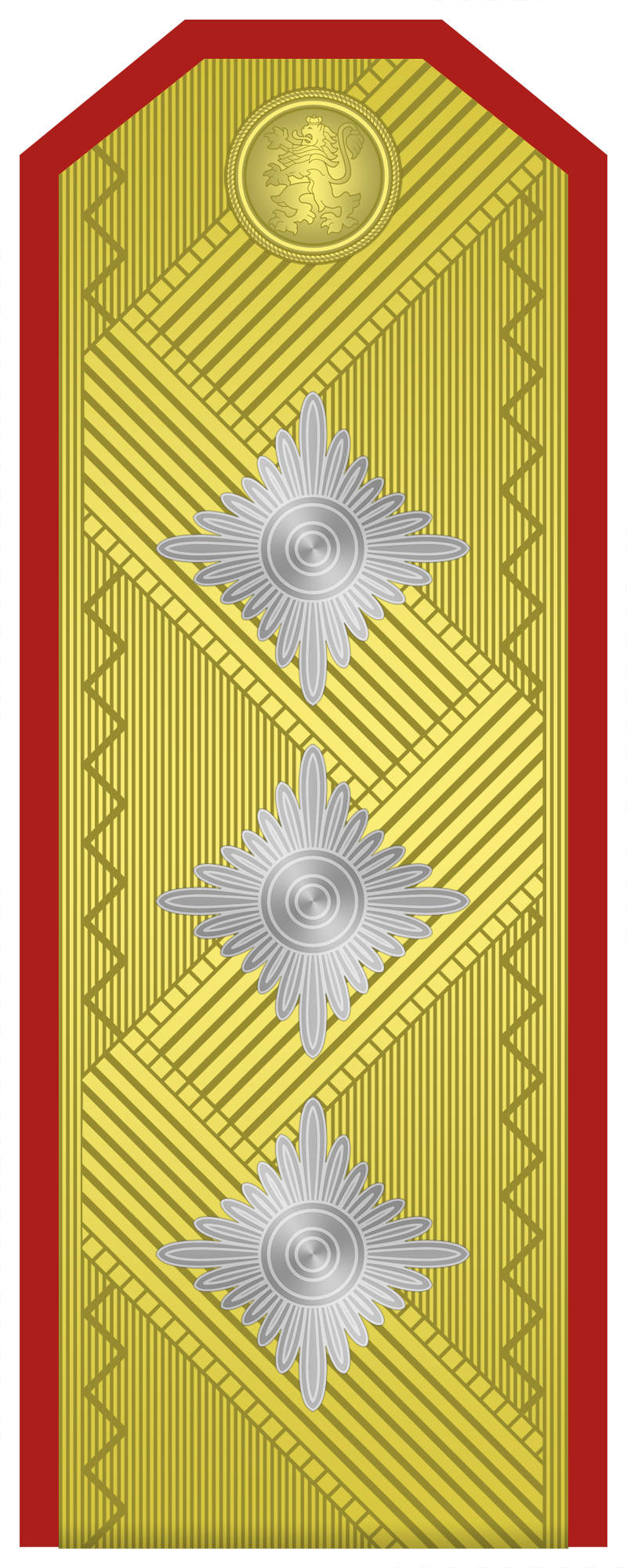
Знаки розрізнення генерал-лейтенанта Сухопутних військ Болгарії

| Нижче за рангом: Генерал-майор | Генерал-лейтенант | Вище за рангом: Генерал-полковник (1991-2020) |
| Нижче за рангом: Генерал-майор | Генерал-лейтенант | Вище за рангом: Генерал (з 01.10.2020)        |